# 彼得里·奥尔波
安蒂·彼得里·奥尔波（芬蘭語：Antti Petteri Orpo，發音：[ˈɑntːi ˈpetːeri ˈorpo]；1969年11月3日—）是芬兰政治家及议会议员，自2023年6月20日起当选为芬兰总理，自2016年起担任民族联合党主席。
他之前在2017年至2019年担任过总理代理，2016至2019年间担任财政部长，2014至2015年间担任芬兰农林部长，2015至2016年间担任内务部长。2023年4月2日，奥尔波领导的民族联合党赢得了2023年芬兰议会选举，以20.8%的得票率取得了议会200个席位中的48个。奥尔波在自己的选区里获得超过17,000张选票。他作为总理候选人与其他党派谈判组阁，并于6月20日成功组阁后出任芬兰总理。

## 早年及教育
安蒂·彼得里·奥尔波在1969年11月3日出生于芬兰克于利厄。他从赛屈莱地区高中毕业。后来他在图尔库大学取得政治学硕士学位。奥尔波曾服役于芬兰的强制性兵役，并成为预备役军官，他的预备役军衔为上尉。

## 政治生涯

### 内务部长
在担任内务部长时，奥尔波在处理2015年欧洲难民危机中得到了执政联盟中反移民的正统芬兰人党以及反对党中的议员的支持。

### 反对党时的政策
2019年12月时奥尔波试图对时任政府提出不信任案，这有可能导致重新选举，他期望能在新选举中获胜。时任内阁被指控为在劳工市场纠纷中处理不当。后来总理安蒂·林内辞职，而联合政府中的中间党主席也公开拒绝民联党希望重新选举的计划。

### 赢得2023年议会选举
2023年4月2日，奥尔波领导的民族联合党赢得了2023年芬兰议会选举。自2021年中期起民联党就一直在民调中领先。选举后民联党获得了芬兰全国20.8%的选票及48个议会席位，比上届选举增加了10个席位。这是该党在历史上第三高的议会选举结果。奥尔波将作为总理候选人与其他党派商讨组阁事宜。
奥尔波的竞选主题是削减芬兰政府公债及年度政府预算赤字，以及降低对个人收入的征税。

## 个人生活
奥尔波在2003年与尼娜·玛丽亚·坎尼艾宁-奥尔波结婚（Niina Maria Kanniainen-Orpo）。他们有两个孩子。